# Det er herligt at leve
Det er herligt at leve (Originaltitel: It's a Wonderful Life) er en amerikansk romantisk og humoristisk dramafilm fra 1946 med James Stewart i hovedrollen. Filmen er produceret og instrueret af Frank Capra basseret på novellen "The Greatest Gift" af Philip Van Doren Stern.
I første omgang blev filmen regnet for en fiasko, da den ikke kunne indtjene de ret store indspilningsomkostninger. Eftertiden har imidlertid ændret holdning til filmen, der efterhånden har fået klassikerstatus og er blandt andet taget med som nummer elleve på listen over de 100 bedste amerikanske film. Filmen blev nomineret til fem Oscars, heriblandt for bedste film og bedste mandlige hovedrolle (Stewart), men vandt ikke nogen.

## Handling
Juleaften 1946 er George Bailey (James Stewart) dybt deprimeret og går i selvmordstanker. Men bønner for ham er hørt af engle, der sætter Clarence Odbody (Henry Travers), en engel af anden klasse, til at redde ham og derved fortjene vinger. For at hjælpe Clarence fortæller hans overordnede Joseph ham Georges historie.
Den begynder med, at George som 12-årig redder sin yngre bror Harry fra at drukne, og senere lykkes det ham at redde sin chef, apotekeren Gower, der er sønderknust over sin søns død, fra at begå en fatal fejl og give et barn gift i stedet for medicin.
Det har fra barns ben været Georges store ønske at opleve verden og blive ingeniør. Men han bliver gentagne gange forhindret i dette af tilfældet, idet George sætter andres behov over sine egne. Således giver han afkald på at komme på college, da hans far, der er direktør i en lille lånekasse i hjembyen Bedford Falls, dør, netop som Harry skal af sted. Harry accepterer modvilligt at overtage direktørposten for at hindre lukning, som byens matador mr. Potter (Lionel Barrymore) truer med. Samtidig han han mødt Mary Hatch (Donna Reed), som han forelsker sig i, og med sin onkel Billys hjælp lykkes det ham at køre forretningen videre.
Da han således må opgive college-drømmen, giver han sine opsparede midler til lillebroren Harry, som nogle år kommer hjem som nygift. Til Georges skuffelse indebærer giftermålet, at Harry indgår i sin svigerfars virksomhed og ikke kan overtage driften af lånekassen, så George kan få opfyldt nogle af sine drømme. Efter nogle forviklinger bliver George gift med Mary, og de er på vej på bryllupsrejse, da finanskrisen rammer byen og lånekassen. Sparerne søger desperat at få deres penge ud, og George træder til for at hjælpe sin onkel. På Marys forslag bruger de parrets penge til bryllupsrejsen til at hjælpe sparerne, så lånekassen akkurat undgår lukning, til mr. Potters ærgrelse.
I stedet for bryllupsrejsen flytter Mary og George ind i et spøgelseshus i byen, som de efterhånden får sat i stand, samtidig med at de får fire børn. Samtidig sætter George gang i et boligprojekt, Bailey Park, hvor det bliver muligt for småkårsfolk at få et ordentligt hjem, der er til at betale. Derved træder han endnu engang Potter over tæerne, idet han har haft en pæn indtjening på at sidde på boligerne i byen.
Da krigen bryder ud, kan George ikke deltage pga. døvhed på det ene øre. I stedet tager Harry af sted til Europa og opnår stor hæder. Efter krigens afslutning tildeles han en medalje, som han modtager juleaftensdag 1946. Samme dag skal onkel Billy indbetale $8.000, men løber ind i mr. Potter, over for hvem han praler af Harrys medalje. I den forbindelse forlægger han kuverten med pengene, som Potter tilfældigvis får fat i. Ondskabsfuldt beholder han dem og iagttager efterfølgende den panik, de manglende penge giver anledning til. For samtidig får lånekassen besøg af banktilsynet, der snart aner problemerne, og efter desperat at have ledt efter pengene går George hjem til familien, stærkt nedtrykt. Her lader han sit dårlige humør gå ud over familien uden at fortælle dem, hvad der er galt. Til sidst går han hjemmefra og efter et forgæves forsøg på at låne pengene hos Potter, drikker han sig fuld, hvilket forværrer humøret, og han ender på en bro, klar til at springe i floden.
Imidlertid bliver han forstyrret af, at en mand springer i floden lige inden, og som den hjælpsomme person han er springer George i vandet og redder ham. Det viser sig at være englen Clarence, der begynder at fortælle George om sin mission. George forstår ikke et ord og udtrykker ønsket om ikke at være født.
Clarence tager ham på ordet og viser ham verden, som den ville have set ud, hvis han ikke eksisterede. George går rundt vantro og oplever at ingen kender ham, men endnu værre, at alle andre har det meget værre, end de havde det i den virkelige verden. Hans bror døde f.eks. som barn, alle hans venner lever et trøstesløst liv, og Mary, hans kone, er gammeljomfru. Efter denne rystende tur rundt i byen ender George ved broen igen og beder Gud om at lade ham leve igen – så skal han ikke beklage sig over sin egen situation.
Dette sker, og da han kommer hjem, venter politiet og banktilsynet på ham for at arrestere ham for bedrageri i forventning om, at det er George, der har formøblet pengene. Med sin nyvundne kærlighed til livet omfavner han sine børn, og straks efter kommer alle hans venner for at hjælpe ham. De bidrager med små og store beløb, og broderen Harry dukker ligeledes op for at hjælpe. Han kan konstatere, at George er "den rigeste mand i byen", og George indser til fulde, at det er herligt at leve. Til sidst får han et tegn fra Clarence om, at hændelsesforløbet gav ham sine vinger.

## Medvirkende
- James Stewart som George Bailey
- Donna Reed som Mary Hatch Bailey, Georges kone
- Lionel Barrymore som mr. Potter
- Henry Travers som englen Clarence Odbody
- Beulah Bondi som mrs. Bailey, Georges mor
- Frank Faylen som Ernie Bishop, taxichauffør og Georges ven
- Ward Bond som Bert, politibetjent og Georges ven
- Gloria Grahame som Violet Bick, fristende kvinde
- H.B. Warner som apoteker Gower
- Todd Karns som Harry Bailey, Georges bror